# Conotrachelus verticalis
Conotrachelus verticalis – gatunek chrząszcza z rodziny ryjkowcowatych.

## Budowa ciała
Przednia krawędź pokryw znacznie szersza od przedplecza, silnie pofalowana. Na ich powierzchni wyraźne podłużne żeberkowanie oraz wyraźne punktowanie. Przedplecze niemal prostokątne w zarysie w tylnej części, z przodu znacznie i dość ostro zwężone, grubo punktowane na całej powierzchni.
Ubarwienie brązowe, pstrokate. Pokrywy jasnobrązowe z ciemnymi oraz jasnymi plamkami, przedplecze ciemnobrązowe.

## Zasięg występowania
Ameryka Południowa i Północna, występuje w Brazylii, Ameryce Środkowej oraz w Indiach Zachodnich.